# Сейм Чаплица

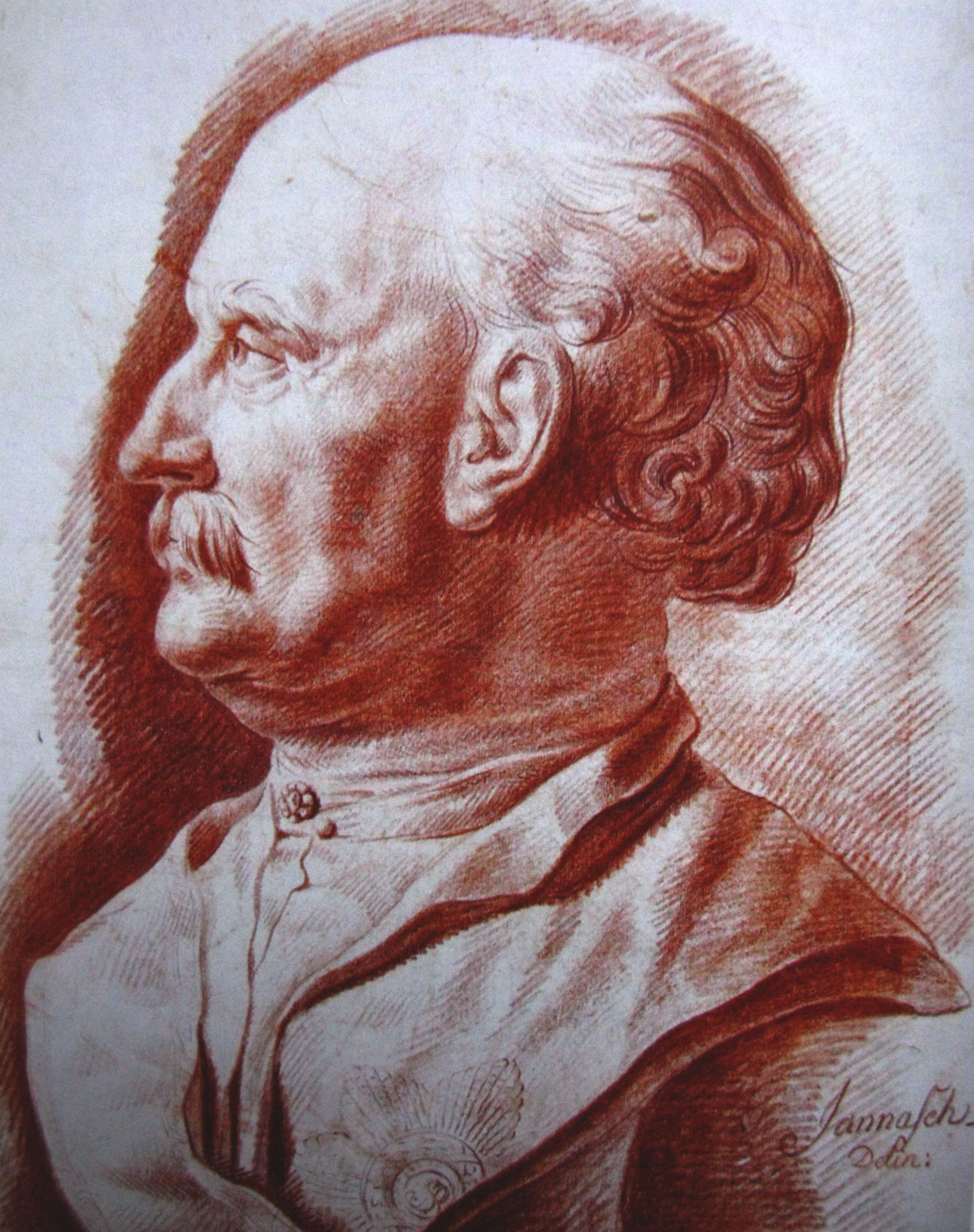
Целестын Чаплиц

Сейм Чаплица — сейм Речи Посполитой, проходивший в Варшаве с 6 октября по 29 ноября 1766 года под председательством Целестына Чаплица.

## Предыстория
В 1764—1766 годах наблюдается обострение отношений между Россией и Речью Посполитой. Причины состояли в том, что Екатерине II так и не удалось добиться всех целей русской политики в Польше. Вопрос о польско-русском союзе и российской гарантии шляхетской вольности оставался нерешённым. Пруссия по-прежнему вела в Польше собственную политику. Вызывало беспокойство стремление Станислава Августа улучшить отношения с Австрией и Францией и желание немного освободиться от российской опеки. Диссидентский вопрос также не был решён.
Партия Чарторыских, «фамилия», значительно усилила свои позиции. Их противники уходили в отставку. Магнаты, сторонники Чарторыских, стремились сохранить собственную независимость. В то же время назревал конфликт между Чарторыскими и королём. Станислав хотел освободиться от политической зависимости от Чарторыских. Русский посол Н. В. Репнин сразу же принял сторону короля. Он сделал ставку на создание самостоятельной «дворской партии» из родственников короля. Обсуждался вопрос о пребывании русских войск на территории Польши.
Петербург был намерен добиться созыва чрезвычайного сейма. На этом сейме должен был решиться вопрос о польско-прусском таможенном конфликте, диссидентский вопрос, вопрос о русско-польском союзе. Россия попыталась создать более лояльную к себе партию, хотя такое было маловероятно. Репнин даже планировал пригрозить варшавскому двору, что если условия России не будут приняты, русские войска оккупируют имения противников России.
На сейме 1766 года также предлагалось обсудить судебную реформу, статус сословий.
Королевский универсал был опубликован в Варшаве 16 июня 1766 г. По нему, на сейме предполагалось обсудить следующие вопросы:
- отмена генеральной пошлины
- присоединение Польши к русско-прусскому союзу
- введение новых налогов
- диссидентский вопрос
- увеличение численности польской армии
- замена «вольного голоса» на принятие решения большинством.

## Сейм
Сейм открылся в Варшаве 6 октября 1766 года. Король поставил одним из первых диссидентский вопрос. В ходе обсуждения, однако, Репнину так и не удалось добиться принятия решения о равноправии диссидентов и католиков. Тогда Репнин начал переговоры об образовании диссидентских конфедераций.
Чарторыские пытались ввести новые подати путём принятия решения большинством. Когда требования России о диссидентах были отклонены, Россия заявила о своём неприятии планируемых реформ Станислава Августа и Чарторыских. О том же заявил и прусский посол, угрожая в случае принятия решения о новых податях военным вмешательством.
Станислав попытался получить поддержку своих реформ от Австрии, завязав переговоры с ней. Однако австрийцы отнюдь не собирались прямо поддерживать польского короля.
Отказ от выполнения требований России стал причиной создания трёх конфедераций: Радомской, Слуцкой и Торуньской.